# Vuelta al País Vasco 2023
La 62.ª edición de la Vuelta al País Vasco (oficialmente: 2023ko Itzulia Basque Country) fue una carrera de ciclismo en ruta por etapas que se celebró entre el 3 y el 8 de abril de 2023 con inicio en la ciudad de Vitoria y final en Éibar en España. El recorrido consta de un total de 6 etapas sobre una distancia total de 992,5 kilómetros.
La carrera formó parte del circuito UCI WorldTour 2023, calendario ciclístico de máximo nivel mundial, siendo la decimoquinta carrera de dicho circuito. El vencedor fue el danés Jonas Vingegaard del Jumbo-Visma y estuvo acompañado en el podio por los españoles Mikel Landa del Bahrain Victorious y Ion Izagirre del Cofidis, segundo y tercer clasificado respectivamente.

## Equipos participantes
Tomaron parte en la carrera 23 equipos: 18 de categoría UCI WorldTeam y 5 de categoría UCI ProTeam. Formaron así un pelotón de 161 ciclistas de los que acabaron 102. Los equipos participantes fueron:
| WorldTeams (18)- AG2R Citroën Team - Alpecin-Deceuninck - Astana Qazaqstan Team - Bahrain Victorious - Bora-Hansgrohe - Cofidis - EF Education-EasyPost - Groupama-FDJ - Ineos Grenadiers - Intermarché-Circus-Wanty - Jumbo-Visma - Movistar Team - Soudal Quick-Step - Arkéa-Samsic - Team Jayco AlUla - Team DSM - Trek-Segafredo - UAE Team Emirates ProTeams (5)- Burgos-BH - Caja Rural-Seguros RGA - Equipo Kern Pharma - Euskaltel-Euskadi - TotalEnergies |
| |

## Recorrido
La Vuelta al País Vasco dispuso de seis etapas de perfil montañoso para un recorrido total de 992,5 kilómetros.
| Etapa     | Fecha    | Recorrido                             | type                   | Distancia (km) | Desnivel (m) | Ganador          | Líder            |
| --------- | -------- | ------------------------------------- | ---------------------- | -------------- | ------------ | ---------------- | ---------------- |
| 1.ª etapa | 3 de abr | Vitoria – Labastida                   | etapa de media montaña | 165,4          | 2514 m       | Ethan Hayter     | Ethan Hayter     |
| 2.ª etapa | 4 de abr | Viana – Leiza                         | etapa de montaña       | 193,8          | 3261 m       | Ide Schelling    | Ide Schelling    |
| 3.ª etapa | 5 de abr | Errenteria – Villabona                | etapa de media montaña | 153,9          | 2586 m       | Jonas Vingegaard | Jonas Vingegaard |
| 4.ª etapa | 6 de abr | Santurce – Santurce                   | etapa de media montaña | 175,7          | 3091 m       | Jonas Vingegaard | Jonas Vingegaard |
| 5.ª etapa | 7 de abr | Amorebieta-Echano – Amorebieta-Echano | etapa de montaña       | 165,9          | 3260 m       | Sergio Higuita   | Jonas Vingegaard |
| 6.ª etapa | 8 de abr | Éibar – Éibar                         | etapa de montaña       | 137,8          | 3472 m       | Jonas Vingegaard | Jonas Vingegaard |

## Desarrollo de la carrera

### 1.ª etapa
| Vitoria - Labastida | etapa de media montaña | (165,4 km) |

| \| Clasificación de la etapa \| Clasificación de la etapa \| Clasificación de la etapa \| Clasificación de la etapa \| Clasificación de la etapa \| \| Ciclista \| Ciclista \| Equipo \| Tiempo \| \| \| ------------------------- \| ------------------------- \| ------------------------- \| ------------------------- \| ------------------------- \| \| 1.º \| Ethan Hayter \| Ineos Grenadiers \| 4 h 01 min 24 s \| \| \| 2.º \| Mauro Schmid \| Soudal Quick-Step \| + 0 s \| \| \| 3.º \| Jon Aberasturi \| Trek-Segafredo \| + 0 s \| \| \| 4.º \| Alex Aranburu \| Movistar Team \| + 0 s \| \| \| 5.º \| Orluis Aular \| Caja Rural-Seguros RGA \| + 0 s \| \| \| 6.º \| Richard Carapaz \| EF Education-EasyPost \| + 0 s \| \| \| 7.º \| Quinten Hermans \| Alpecin-Deceuninck \| + 0 s \| \| \| 8.º \| Gonzalo Serrano Rodríguez \| Movistar Team \| + 0 s \| \| \| 9.º \| Mattias Skjelmose \| Trek-Segafredo \| + 0 s \| \| \| 10.º \| Christian Scaroni \| Astana Qazaqstan Team \| + 0 s \| \| |                           |                        |                 |
| |                           |                        |                 |
| Fuente: ProCyclingStats |                           |                        |                 |
| Clasificación de la etapa |                           |                        |                 |
| Ciclista | Ciclista                  | Equipo                 | Tiempo          |
| 1.º | Ethan Hayter              | Ineos Grenadiers       | 4 h 01 min 24 s |
| 2.º | Mauro Schmid              | Soudal Quick-Step      | + 0 s           |
| 3.º | Jon Aberasturi            | Trek-Segafredo         | + 0 s           |
| 4.º | Alex Aranburu             | Movistar Team          | + 0 s           |
| 5.º | Orluis Aular              | Caja Rural-Seguros RGA | + 0 s           |
| 6.º | Richard Carapaz           | EF Education-EasyPost  | + 0 s           |
| 7.º | Quinten Hermans           | Alpecin-Deceuninck     | + 0 s           |
| 8.º | Gonzalo Serrano Rodríguez | Movistar Team          | + 0 s           |
| 9.º | Mattias Skjelmose         | Trek-Segafredo         | + 0 s           |
| 10.º | Christian Scaroni         | Astana Qazaqstan Team  | + 0 s           |

| \| Clasificación general \| Clasificación general \| Clasificación general \| Clasificación general \| Clasificación general \| \| Ciclista \| Ciclista \| Equipo \| Tiempo \| \| \| --------------------- \| ---------------------- \| ---------------------- \| --------------------- \| --------------------- \| \| 1.º \| Ethan Hayter \| Ineos Grenadiers \| 4 h 01 min 14 s \| \| \| 2.º \| Mauro Schmid \| Soudal Quick-Step \| + 4 s \| \| \| 3.º \| Jon Aberasturi \| Trek-Segafredo \| + 6 s \| \| \| 4.º \| Daniel Felipe Martínez \| Ineos Grenadiers \| + 7 s \| \| \| 5.º \| Jonas Vingegaard \| Jumbo-Visma \| + 8 s \| \| \| 6.º \| Marc Soler \| UAE Team Emirates \| + 9 s \| \| \| 7.º \| Cristián Rodríguez \| Arkéa-Samsic \| + 9 s \| \| \| 8.º \| Alex Aranburu \| Movistar Team \| + 10 s \| \| \| 9.º \| Orluis Aular \| Caja Rural-Seguros RGA \| + 10 s \| \| \| 10.º \| Richard Carapaz \| EF Education-EasyPost \| + 10 s \| \| |                        |                        |                 |
| |                        |                        |                 |
| Fuente: ProCyclingStats |                        |                        |                 |
| Clasificación general |                        |                        |                 |
| Ciclista | Ciclista               | Equipo                 | Tiempo          |
| 1.º | Ethan Hayter           | Ineos Grenadiers       | 4 h 01 min 14 s |
| 2.º | Mauro Schmid           | Soudal Quick-Step      | + 4 s           |
| 3.º | Jon Aberasturi         | Trek-Segafredo         | + 6 s           |
| 4.º | Daniel Felipe Martínez | Ineos Grenadiers       | + 7 s           |
| 5.º | Jonas Vingegaard       | Jumbo-Visma            | + 8 s           |
| 6.º | Marc Soler             | UAE Team Emirates      | + 9 s           |
| 7.º | Cristián Rodríguez     | Arkéa-Samsic           | + 9 s           |
| 8.º | Alex Aranburu          | Movistar Team          | + 10 s          |
| 9.º | Orluis Aular           | Caja Rural-Seguros RGA | + 10 s          |
| 10.º | Richard Carapaz        | EF Education-EasyPost  | + 10 s          |

### 2.ª etapa
| Viana - Leiza | etapa de montaña | (193,8 km) |

| \| Clasificación de la etapa \| Clasificación de la etapa \| Clasificación de la etapa \| Clasificación de la etapa \| Clasificación de la etapa \| \| Ciclista \| Ciclista \| Equipo \| Tiempo \| \| \| ------------------------- \| ------------------------- \| ------------------------- \| ------------------------- \| ------------------------- \| \| 1.º \| Ide Schelling \| Bora-Hansgrohe \| 4 h 53 min 33 s \| \| \| 2.º \| Matteo Sobrero \| Team Jayco AlUla \| + 0 s \| \| \| 3.º \| David Gaudu \| Groupama-FDJ \| + 0 s \| \| \| 4.º \| Alex Aranburu \| Movistar Team \| + 0 s \| \| \| 5.º \| Brandon McNulty \| UAE Team Emirates \| + 0 s \| \| \| 6.º \| Andrea Bagioli \| Soudal Quick-Step \| + 0 s \| \| \| 7.º \| Rigoberto Urán \| EF Education-EasyPost \| + 0 s \| \| \| 8.º \| Christian Scaroni \| Astana Qazaqstan Team \| + 0 s \| \| \| 9.º \| Simon Guglielmi \| Arkéa-Samsic \| + 0 s \| \| \| 10.º \| Ruben Guerreiro \| Movistar Team \| + 0 s \| \| |                   |                       |                 |
| |                   |                       |                 |
| Fuente: ProCyclingStats |                   |                       |                 |
| Clasificación de la etapa |                   |                       |                 |
| Ciclista | Ciclista          | Equipo                | Tiempo          |
| 1.º | Ide Schelling     | Bora-Hansgrohe        | 4 h 53 min 33 s |
| 2.º | Matteo Sobrero    | Team Jayco AlUla      | + 0 s           |
| 3.º | David Gaudu       | Groupama-FDJ          | + 0 s           |
| 4.º | Alex Aranburu     | Movistar Team         | + 0 s           |
| 5.º | Brandon McNulty   | UAE Team Emirates     | + 0 s           |
| 6.º | Andrea Bagioli    | Soudal Quick-Step     | + 0 s           |
| 7.º | Rigoberto Urán    | EF Education-EasyPost | + 0 s           |
| 8.º | Christian Scaroni | Astana Qazaqstan Team | + 0 s           |
| 9.º | Simon Guglielmi   | Arkéa-Samsic          | + 0 s           |
| 10.º | Ruben Guerreiro   | Movistar Team         | + 0 s           |

| \| Clasificación general \| Clasificación general \| Clasificación general \| Clasificación general \| Clasificación general \| \| Ciclista \| Ciclista \| Equipo \| Tiempo \| \| \| --------------------- \| --------------------- \| --------------------- \| --------------------- \| --------------------- \| \| 1.º \| Ide Schelling \| Bora-Hansgrohe \| 8 h 54 min 47 s \| \| \| 2.º \| Matteo Sobrero \| Team Jayco AlUla \| + 4 s \| \| \| 3.º \| David Gaudu \| Groupama-FDJ \| + 6 s \| \| \| 4.º \| Mikel Landa \| Bahrain Victorious \| + 7 s \| \| \| 5.º \| Jonas Vingegaard \| Jumbo-Visma \| + 8 s \| \| \| 6.º \| Alex Aranburu \| Movistar Team \| + 10 s \| \| \| 7.º \| Andrea Bagioli \| Soudal Quick-Step \| + 10 s \| \| \| 8.º \| Christian Scaroni \| Astana Qazaqstan Team \| + 10 s \| \| \| 9.º \| Mattias Skjelmose \| Trek-Segafredo \| + 10 s \| \| \| 10.º \| Richard Carapaz \| EF Education-EasyPost \| + 10 s \| \| |                   |                       |                 |
| |                   |                       |                 |
| Fuente: ProCyclingStats |                   |                       |                 |
| Clasificación general |                   |                       |                 |
| Ciclista | Ciclista          | Equipo                | Tiempo          |
| 1.º | Ide Schelling     | Bora-Hansgrohe        | 8 h 54 min 47 s |
| 2.º | Matteo Sobrero    | Team Jayco AlUla      | + 4 s           |
| 3.º | David Gaudu       | Groupama-FDJ          | + 6 s           |
| 4.º | Mikel Landa       | Bahrain Victorious    | + 7 s           |
| 5.º | Jonas Vingegaard  | Jumbo-Visma           | + 8 s           |
| 6.º | Alex Aranburu     | Movistar Team         | + 10 s          |
| 7.º | Andrea Bagioli    | Soudal Quick-Step     | + 10 s          |
| 8.º | Christian Scaroni | Astana Qazaqstan Team | + 10 s          |
| 9.º | Mattias Skjelmose | Trek-Segafredo        | + 10 s          |
| 10.º | Richard Carapaz   | EF Education-EasyPost | + 10 s          |

### 3.ª etapa
| Errenteria - Villabona | etapa de media montaña | (153,9 km) |

| \| Clasificación de la etapa \| Clasificación de la etapa \| Clasificación de la etapa \| Clasificación de la etapa \| Clasificación de la etapa \| \| Ciclista \| Ciclista \| Equipo \| Tiempo \| \| \| ------------------------- \| ------------------------- \| ------------------------- \| ------------------------- \| ------------------------- \| \| 1.º \| Jonas Vingegaard \| Jumbo-Visma \| 3 h 51 min 58 s \| \| \| 2.º \| Mikel Landa \| Bahrain Victorious \| + 2 s \| \| \| 3.º \| Enric Mas \| Movistar Team \| + 2 s \| \| \| 4.º \| Ion Izagirre \| Cofidis \| + 8 s \| \| \| 5.º \| David Gaudu \| Groupama-FDJ \| + 8 s \| \| \| 6.º \| Mattias Skjelmose \| Trek-Segafredo \| + 10 s \| \| \| 7.º \| Felix Gall \| AG2R Citroën Team \| + 12 s \| \| \| 8.º \| Andrea Bagioli \| Soudal Quick-Step \| + 13 s \| \| \| 9.º \| Simon Yates \| Team Jayco AlUla \| + 13 s \| \| \| 10.º \| Alex Aranburu \| Movistar Team \| + 13 s \| \| |                   |                    |                 |
| |                   |                    |                 |
| Fuente: ProCyclingStats |                   |                    |                 |
| Clasificación de la etapa |                   |                    |                 |
| Ciclista | Ciclista          | Equipo             | Tiempo          |
| 1.º | Jonas Vingegaard  | Jumbo-Visma        | 3 h 51 min 58 s |
| 2.º | Mikel Landa       | Bahrain Victorious | + 2 s           |
| 3.º | Enric Mas         | Movistar Team      | + 2 s           |
| 4.º | Ion Izagirre      | Cofidis            | + 8 s           |
| 5.º | David Gaudu       | Groupama-FDJ       | + 8 s           |
| 6.º | Mattias Skjelmose | Trek-Segafredo     | + 10 s          |
| 7.º | Felix Gall        | AG2R Citroën Team  | + 12 s          |
| 8.º | Andrea Bagioli    | Soudal Quick-Step  | + 13 s          |
| 9.º | Simon Yates       | Team Jayco AlUla   | + 13 s          |
| 10.º | Alex Aranburu     | Movistar Team      | + 13 s          |

| \| Clasificación general \| Clasificación general \| Clasificación general \| Clasificación general \| Clasificación general \| \| Ciclista \| Ciclista \| Equipo \| Tiempo \| \| \| --------------------- \| --------------------- \| --------------------- \| --------------------- \| --------------------- \| \| 1.º \| Jonas Vingegaard \| Jumbo-Visma \| 12 h 46 min 43 s \| \| \| 2.º \| Mikel Landa \| Bahrain Victorious \| + 5 s \| \| \| 3.º \| David Gaudu \| Groupama-FDJ \| + 16 s \| \| \| 4.º \| Ion Izagirre \| Cofidis \| + 20 s \| \| \| 5.º \| Enric Mas \| Movistar Team \| + 21 s \| \| \| 6.º \| Mattias Skjelmose \| Trek-Segafredo \| + 22 s \| \| \| 7.º \| Matteo Sobrero \| Team Jayco AlUla \| + 23 s \| \| \| 8.º \| Alex Aranburu \| Movistar Team \| + 25 s \| \| \| 9.º \| Andrea Bagioli \| Soudal Quick-Step \| + 25 s \| \| \| 10.º \| Rémy Rochas \| Cofidis \| + 25 s \| \| |                   |                    |                  |
| |                   |                    |                  |
| Fuente: ProCyclingStats |                   |                    |                  |
| Clasificación general |                   |                    |                  |
| Ciclista | Ciclista          | Equipo             | Tiempo           |
| 1.º | Jonas Vingegaard  | Jumbo-Visma        | 12 h 46 min 43 s |
| 2.º | Mikel Landa       | Bahrain Victorious | + 5 s            |
| 3.º | David Gaudu       | Groupama-FDJ       | + 16 s           |
| 4.º | Ion Izagirre      | Cofidis            | + 20 s           |
| 5.º | Enric Mas         | Movistar Team      | + 21 s           |
| 6.º | Mattias Skjelmose | Trek-Segafredo     | + 22 s           |
| 7.º | Matteo Sobrero    | Team Jayco AlUla   | + 23 s           |
| 8.º | Alex Aranburu     | Movistar Team      | + 25 s           |
| 9.º | Andrea Bagioli    | Soudal Quick-Step  | + 25 s           |
| 10.º | Rémy Rochas       | Cofidis            | + 25 s           |

### 4.ª etapa
| Santurce - Santurce | etapa de media montaña | (175,7 km) |

| \| Clasificación de la etapa \| Clasificación de la etapa \| Clasificación de la etapa \| Clasificación de la etapa \| Clasificación de la etapa \| \| Ciclista \| Ciclista \| Equipo \| Tiempo \| \| \| ------------------------- \| ------------------------- \| ------------------------- \| ------------------------- \| ------------------------- \| \| 1.º \| Jonas Vingegaard \| Jumbo-Visma \| 3 h 51 min 58 s \| \| \| 2.º \| Mikel Landa \| Bahrain Victorious \| + 0 s \| \| \| 3.º \| Mauro Schmid \| Soudal Quick-Step \| + 2 s \| \| \| 4.º \| Matteo Sobrero \| Team Jayco AlUla \| + 2 s \| \| \| 5.º \| Brandon McNulty \| UAE Team Emirates \| + 2 s \| \| \| 6.º \| Rigoberto Urán \| EF Education-EasyPost \| + 2 s \| \| \| 7.º \| David Gaudu \| Groupama-FDJ \| + 2 s \| \| \| 8.º \| Felix Gall \| AG2R Citroën Team \| + 2 s \| \| \| 9.º \| Clément Champoussin \| Arkéa-Samsic \| + 2 s \| \| \| 10.º \| Mattias Skjelmose \| Trek-Segafredo \| + 2 s \| \| |                     |                       |                 |
| |                     |                       |                 |
| Fuente: ProCyclingStats |                     |                       |                 |
| Clasificación de la etapa |                     |                       |                 |
| Ciclista | Ciclista            | Equipo                | Tiempo          |
| 1.º | Jonas Vingegaard    | Jumbo-Visma           | 3 h 51 min 58 s |
| 2.º | Mikel Landa         | Bahrain Victorious    | + 0 s           |
| 3.º | Mauro Schmid        | Soudal Quick-Step     | + 2 s           |
| 4.º | Matteo Sobrero      | Team Jayco AlUla      | + 2 s           |
| 5.º | Brandon McNulty     | UAE Team Emirates     | + 2 s           |
| 6.º | Rigoberto Urán      | EF Education-EasyPost | + 2 s           |
| 7.º | David Gaudu         | Groupama-FDJ          | + 2 s           |
| 8.º | Felix Gall          | AG2R Citroën Team     | + 2 s           |
| 9.º | Clément Champoussin | Arkéa-Samsic          | + 2 s           |
| 10.º | Mattias Skjelmose   | Trek-Segafredo        | + 2 s           |

| \| Clasificación general \| Clasificación general \| Clasificación general \| Clasificación general \| Clasificación general \| \| Ciclista \| Ciclista \| Equipo \| Tiempo \| \| \| --------------------- \| --------------------- \| --------------------- \| --------------------- \| --------------------- \| \| 1.º \| Jonas Vingegaard \| Jumbo-Visma \| 17 h 08 min 56 s \| \| \| 2.º \| Mikel Landa \| Bahrain Victorious \| + 12 s \| \| \| 3.º \| David Gaudu \| Groupama-FDJ \| + 31 s \| \| \| 4.º \| Matteo Sobrero \| Team Jayco AlUla \| + 33 s \| \| \| 5.º \| Ion Izagirre \| Cofidis \| + 33 s \| \| \| 6.º \| Enric Mas \| Movistar Team \| + 36 s \| \| \| 7.º \| Mattias Skjelmose \| Trek-Segafredo \| + 37 s \| \| \| 8.º \| Brandon McNulty \| UAE Team Emirates \| + 38 s \| \| \| 9.º \| Simon Yates \| Team Jayco AlUla \| + 39 s \| \| \| 10.º \| James Knox \| Soudal Quick-Step \| + 46 s \| \| |                   |                    |                  |
| |                   |                    |                  |
| Fuente: ProCyclingStats |                   |                    |                  |
| Clasificación general |                   |                    |                  |
| Ciclista | Ciclista          | Equipo             | Tiempo           |
| 1.º | Jonas Vingegaard  | Jumbo-Visma        | 17 h 08 min 56 s |
| 2.º | Mikel Landa       | Bahrain Victorious | + 12 s           |
| 3.º | David Gaudu       | Groupama-FDJ       | + 31 s           |
| 4.º | Matteo Sobrero    | Team Jayco AlUla   | + 33 s           |
| 5.º | Ion Izagirre      | Cofidis            | + 33 s           |
| 6.º | Enric Mas         | Movistar Team      | + 36 s           |
| 7.º | Mattias Skjelmose | Trek-Segafredo     | + 37 s           |
| 8.º | Brandon McNulty   | UAE Team Emirates  | + 38 s           |
| 9.º | Simon Yates       | Team Jayco AlUla   | + 39 s           |
| 10.º | James Knox        | Soudal Quick-Step  | + 46 s           |

### 5.ª etapa
| Amorebieta-Echano - Amorebieta-Echano | etapa de montaña | (165,9 km) |

| \| Clasificación de la etapa \| Clasificación de la etapa \| Clasificación de la etapa \| Clasificación de la etapa \| Clasificación de la etapa \| \| Ciclista \| Ciclista \| Equipo \| Tiempo \| \| \| ------------------------- \| ------------------------- \| ------------------------- \| ------------------------- \| ------------------------- \| \| 1.º \| Sergio Higuita \| Bora-Hansgrohe \| 3 h 59 min 57 s \| \| \| 2.º \| Andrea Bagioli \| Soudal Quick-Step \| + 0 s \| \| \| 3.º \| Mattias Skjelmose \| Trek-Segafredo \| + 0 s \| \| \| 4.º \| Matteo Sobrero \| Team Jayco AlUla \| + 0 s \| \| \| 5.º \| Mauro Schmid \| Soudal Quick-Step \| + 0 s \| \| \| 6.º \| Clément Champoussin \| Arkéa-Samsic \| + 0 s \| \| \| 7.º \| Ion Izagirre \| Cofidis \| + 0 s \| \| \| 8.º \| Felix Gall \| AG2R Citroën Team \| + 0 s \| \| \| 9.º \| Ruben Guerreiro \| Movistar Team \| + 0 s \| \| \| 10.º \| Jonas Vingegaard \| Jumbo-Visma \| + 0 s \| \| |                     |                   |                 |
| |                     |                   |                 |
| Fuente: ProCyclingStats |                     |                   |                 |
| Clasificación de la etapa |                     |                   |                 |
| Ciclista | Ciclista            | Equipo            | Tiempo          |
| 1.º | Sergio Higuita      | Bora-Hansgrohe    | 3 h 59 min 57 s |
| 2.º | Andrea Bagioli      | Soudal Quick-Step | + 0 s           |
| 3.º | Mattias Skjelmose   | Trek-Segafredo    | + 0 s           |
| 4.º | Matteo Sobrero      | Team Jayco AlUla  | + 0 s           |
| 5.º | Mauro Schmid        | Soudal Quick-Step | + 0 s           |
| 6.º | Clément Champoussin | Arkéa-Samsic      | + 0 s           |
| 7.º | Ion Izagirre        | Cofidis           | + 0 s           |
| 8.º | Felix Gall          | AG2R Citroën Team | + 0 s           |
| 9.º | Ruben Guerreiro     | Movistar Team     | + 0 s           |
| 10.º | Jonas Vingegaard    | Jumbo-Visma       | + 0 s           |

| \| Clasificación general \| Clasificación general \| Clasificación general \| Clasificación general \| Clasificación general \| \| Ciclista \| Ciclista \| Equipo \| Tiempo \| \| \| --------------------- \| --------------------- \| --------------------- \| --------------------- \| --------------------- \| \| 1.º \| Jonas Vingegaard \| Jumbo-Visma \| 21 h 08 min 52 s \| \| \| 2.º \| Mikel Landa \| Bahrain Victorious \| + 13 s \| \| \| 3.º \| Mattias Skjelmose \| Trek-Segafredo \| + 32 s \| \| \| 4.º \| David Gaudu \| Groupama-FDJ \| + 32 s \| \| \| 5.º \| Matteo Sobrero \| Team Jayco AlUla \| + 34 s \| \| \| 6.º \| Ion Izagirre \| Cofidis \| + 34 s \| \| \| 7.º \| Enric Mas \| Movistar Team \| + 37 s \| \| \| 8.º \| Sergio Higuita \| Bora-Hansgrohe \| + 38 s \| \| \| 9.º \| Brandon McNulty \| UAE Team Emirates \| + 39 s \| \| \| 10.º \| Simon Yates \| Team Jayco AlUla \| + 40 s \| \| |                   |                    |                  |
| |                   |                    |                  |
| Fuente: ProCyclingStats |                   |                    |                  |
| Clasificación general |                   |                    |                  |
| Ciclista | Ciclista          | Equipo             | Tiempo           |
| 1.º | Jonas Vingegaard  | Jumbo-Visma        | 21 h 08 min 52 s |
| 2.º | Mikel Landa       | Bahrain Victorious | + 13 s           |
| 3.º | Mattias Skjelmose | Trek-Segafredo     | + 32 s           |
| 4.º | David Gaudu       | Groupama-FDJ       | + 32 s           |
| 5.º | Matteo Sobrero    | Team Jayco AlUla   | + 34 s           |
| 6.º | Ion Izagirre      | Cofidis            | + 34 s           |
| 7.º | Enric Mas         | Movistar Team      | + 37 s           |
| 8.º | Sergio Higuita    | Bora-Hansgrohe     | + 38 s           |
| 9.º | Brandon McNulty   | UAE Team Emirates  | + 39 s           |
| 10.º | Simon Yates       | Team Jayco AlUla   | + 40 s           |

### 6.ª etapa
| Éibar - Éibar | etapa de montaña | (137,8 km) |

| \| Clasificación de la etapa \| Clasificación de la etapa \| Clasificación de la etapa \| Clasificación de la etapa \| Clasificación de la etapa \| \| Ciclista \| Ciclista \| Equipo \| Tiempo \| \| \| ------------------------- \| ------------------------- \| ------------------------- \| ------------------------- \| ------------------------- \| \| 1.º \| Jonas Vingegaard \| Jumbo-Visma \| 3 h 36 min 42 s \| \| \| 2.º \| James Knox \| Soudal Quick-Step \| + 47 s \| \| \| 3.º \| Ion Izagirre \| Cofidis \| + 49 s \| \| \| 4.º \| Brandon McNulty \| UAE Team Emirates \| + 49 s \| \| \| 5.º \| Sergio Higuita \| Bora-Hansgrohe \| + 49 s \| \| \| 6.º \| David Gaudu \| Groupama-FDJ \| + 49 s \| \| \| 7.º \| Mauro Schmid \| Soudal Quick-Step \| + 49 s \| \| \| 8.º \| Simon Yates \| Team Jayco AlUla \| + 49 s \| \| \| 9.º \| Enric Mas \| Movistar Team \| + 49 s \| \| \| 10.º \| Felix Gall \| AG2R Citroën Team \| + 49 s \| \| |                  |                   |                 |
| |                  |                   |                 |
| Fuente: ProCyclingStats |                  |                   |                 |
| Clasificación de la etapa |                  |                   |                 |
| Ciclista | Ciclista         | Equipo            | Tiempo          |
| 1.º | Jonas Vingegaard | Jumbo-Visma       | 3 h 36 min 42 s |
| 2.º | James Knox       | Soudal Quick-Step | + 47 s          |
| 3.º | Ion Izagirre     | Cofidis           | + 49 s          |
| 4.º | Brandon McNulty  | UAE Team Emirates | + 49 s          |
| 5.º | Sergio Higuita   | Bora-Hansgrohe    | + 49 s          |
| 6.º | David Gaudu      | Groupama-FDJ      | + 49 s          |
| 7.º | Mauro Schmid     | Soudal Quick-Step | + 49 s          |
| 8.º | Simon Yates      | Team Jayco AlUla  | + 49 s          |
| 9.º | Enric Mas        | Movistar Team     | + 49 s          |
| 10.º | Felix Gall       | AG2R Citroën Team | + 49 s          |

## Clasificaciones finales
- Las clasificaciones finalizaron de la siguiente forma:[4]

### Clasificación general
| \| Clasificación general \| Clasificación general \| Clasificación general \| Clasificación general \| Clasificación general \| \| Ciclista \| Ciclista \| Equipo \| Tiempo \| \| \| --------------------- \| --------------------- \| ------------------------ \| --------------------- \| --------------------- \| \| 1.º \| Jonas Vingegaard \| Jumbo-Visma \| 24 h 45 min 24 s \| \| \| 2.º \| Mikel Landa \| Bahrain Victorious \| + 1 min 12 s \| \| \| 3.º \| Ion Izagirre \| Cofidis \| + 1 min 29 s \| \| \| 4.º \| David Gaudu \| Groupama-FDJ \| + 1 min 31 s \| \| \| 5.º \| Enric Mas \| Movistar Team \| + 1 min 36 s \| \| \| 6.º \| Sergio Higuita \| Bora-Hansgrohe \| + 1 min 37 s \| \| \| 7.º \| Brandon McNulty \| UAE Team Emirates \| + 1 min 38 s \| \| \| 8.º \| James Knox \| Soudal Quick-Step \| + 1 min 38 s \| \| \| 9.º \| Simon Yates \| Team Jayco AlUla \| + 1 min 39 s \| \| \| 10.º \| Felix Gall \| AG2R Citroën Team \| + 1 min 50 s \| \| \| 11.º \| Mauro Schmid \| Soudal Quick-Step \| + 2 min 36 s \| \| \| 12.º \| Esteban Chaves \| EF Education-EasyPost \| + 3 min 01 s \| \| \| 13.º \| Attila Valter \| Jumbo-Visma \| + 3 min 13 s \| \| \| 14.º \| Cristián Rodríguez \| Arkéa-Samsic \| + 3 min 23 s \| \| \| 15.º \| Rein Taaramäe \| Intermarché-Circus-Wanty \| + 3 min 39 s \| \| \| 16.º \| Matteo Sobrero \| Team Jayco AlUla \| + 4 min 00 s \| \| \| 17.º \| Mattias Skjelmose \| Trek-Segafredo \| + 4 min 43 s \| \| \| 18.º \| Rigoberto Urán \| EF Education-EasyPost \| + 5 min 03 s \| \| \| 19.º \| Emanuel Buchmann \| Bora-Hansgrohe \| + 5 min 50 s \| \| \| 20.º \| Víctor de la Parte \| TotalEnergies \| + 5 min 58 s \| \| \| 21.º \| Mikel Bizkarra \| Euskaltel-Euskadi \| + 6 min 11 s \| \| \| 22.º \| Luis León Sánchez \| Astana Qazaqstan Team \| + 6 min 53 s \| \| \| 23.º \| Ruben Guerreiro \| Movistar Team \| + 7 min 07 s \| \| \| 24.º \| Juan Pedro López \| Trek-Segafredo \| + 7 min 12 s \| \| \| 25.º \| Mattia Cattaneo \| Soudal Quick-Step \| + 7 min 20 s \| \| |                    |                          |                  |
| |                    |                          |                  |
| Fuente: ProCyclingStats |                    |                          |                  |
| Clasificación general |                    |                          |                  |
| Ciclista | Ciclista           | Equipo                   | Tiempo           |
| 1.º | Jonas Vingegaard   | Jumbo-Visma              | 24 h 45 min 24 s |
| 2.º | Mikel Landa        | Bahrain Victorious       | + 1 min 12 s     |
| 3.º | Ion Izagirre       | Cofidis                  | + 1 min 29 s     |
| 4.º | David Gaudu        | Groupama-FDJ             | + 1 min 31 s     |
| 5.º | Enric Mas          | Movistar Team            | + 1 min 36 s     |
| 6.º | Sergio Higuita     | Bora-Hansgrohe           | + 1 min 37 s     |
| 7.º | Brandon McNulty    | UAE Team Emirates        | + 1 min 38 s     |
| 8.º | James Knox         | Soudal Quick-Step        | + 1 min 38 s     |
| 9.º | Simon Yates        | Team Jayco AlUla         | + 1 min 39 s     |
| 10.º | Felix Gall         | AG2R Citroën Team        | + 1 min 50 s     |
| 11.º | Mauro Schmid       | Soudal Quick-Step        | + 2 min 36 s     |
| 12.º | Esteban Chaves     | EF Education-EasyPost    | + 3 min 01 s     |
| 13.º | Attila Valter      | Jumbo-Visma              | + 3 min 13 s     |
| 14.º | Cristián Rodríguez | Arkéa-Samsic             | + 3 min 23 s     |
| 15.º | Rein Taaramäe      | Intermarché-Circus-Wanty | + 3 min 39 s     |
| 16.º | Matteo Sobrero     | Team Jayco AlUla         | + 4 min 00 s     |
| 17.º | Mattias Skjelmose  | Trek-Segafredo           | + 4 min 43 s     |
| 18.º | Rigoberto Urán     | EF Education-EasyPost    | + 5 min 03 s     |
| 19.º | Emanuel Buchmann   | Bora-Hansgrohe           | + 5 min 50 s     |
| 20.º | Víctor de la Parte | TotalEnergies            | + 5 min 58 s     |
| 21.º | Mikel Bizkarra     | Euskaltel-Euskadi        | + 6 min 11 s     |
| 22.º | Luis León Sánchez  | Astana Qazaqstan Team    | + 6 min 53 s     |
| 23.º | Ruben Guerreiro    | Movistar Team            | + 7 min 07 s     |
| 24.º | Juan Pedro López   | Trek-Segafredo           | + 7 min 12 s     |
| 25.º | Mattia Cattaneo    | Soudal Quick-Step        | + 7 min 20 s     |

### Clasificación por puntos
| Clasificación por puntos | Clasificación por puntos | Clasificación por puntos | Clasificación por puntos | Clasificación por puntos |
| Ciclista                 | Ciclista                 | Equipo                   | Puntos                   |                          |
| ------------------------ | ------------------------ | ------------------------ | ------------------------ | ------------------------ |
| 1.º                      | Jonas Vingegaard         | Jumbo-Visma              | 102 pts                  |                          |
| 2.º                      | Mauro Schmid             | Soudal Quick-Step        | 67 pts                   |                          |
| 3.º                      | Mikel Landa              | Bahrain Victorious       | 55 pts                   |                          |
| 4.º                      | Ion Izagirre             | Cofidis                  | 51 pts                   |                          |
| 5.º                      | Matteo Sobrero           | Team Jayco AlUla         | 51 pts                   |                          |
| 6.º                      | Mattias Skjelmose        | Trek-Segafredo           | 50 pts                   |                          |
| 7.º                      | Brandon McNulty          | UAE Team Emirates        | 48 pts                   |                          |
| 8.º                      | David Gaudu              | Groupama-FDJ             | 47 pts                   |                          |
| 9.º                      | Sergio Higuita           | Bora-Hansgrohe           | 44 pts                   |                          |
| 10.º                     | Alex Aranburu            | Movistar Team            | 34 pts                   |                          |

### Clasificación de la montaña
| Clasificación de la montaña | Clasificación de la montaña | Clasificación de la montaña | Clasificación de la montaña | Clasificación de la montaña |
| Ciclista                    | Ciclista                    | Equipo                      | Puntos                      |                             |
| --------------------------- | --------------------------- | --------------------------- | --------------------------- | --------------------------- |
| 1.º                         | Jon Barrenetxea             | Caja Rural-Seguros RGA      | 35 pts                      |                             |
| 2.º                         | Esteban Chaves              | EF Education-EasyPost       | 27 pts                      |                             |
| 3.º                         | Ruben Guerreiro             | Movistar Team               | 25 pts                      |                             |
| 4.º                         | Jonas Vingegaard            | Jumbo-Visma                 | 19 pts                      |                             |
| 5.º                         | Steven Kruijswijk           | Jumbo-Visma                 | 18 pts                      |                             |
| 6.º                         | Rémi Cavagna                | Soudal Quick-Step           | 18 pts                      |                             |
| 7.º                         | Mattia Cattaneo             | Soudal Quick-Step           | 14 pts                      |                             |
| 8.º                         | Alan Jousseaume             | TotalEnergies               | 11 pts                      |                             |
| 9.º                         | Georg Zimmermann            | Intermarché-Circus-Wanty    | 10 pts                      |                             |
| 10.º                        | Mikel Landa                 | Bahrain Victorious          | 8 pts                       |                             |

### Clasificación sub-23
| Clasificación sub-23 | Clasificación sub-23 | Clasificación sub-23     | Clasificación sub-23 | Clasificación sub-23 |
| Ciclista             | Ciclista             | Equipo                   | Tiempo               |                      |
| -------------------- | -------------------- | ------------------------ | -------------------- | -------------------- |
| 1.º                  | Brandon McNulty      | UAE Team Emirates        | 24 h 47 min 02 s     |                      |
| 2.º                  | Felix Gall           | AG2R Citroën Team        | + 12 s               |                      |
| 3.º                  | Mauro Schmid         | Soudal Quick-Step        | + 58 s               |                      |
| 4.º                  | Attila Valter        | Jumbo-Visma              | + 1 min 35 s         |                      |
| 5.º                  | Mattias Skjelmose    | Trek-Segafredo           | + 3 min 05 s         |                      |
| 6.º                  | Andreas Leknessund   | Team DSM                 | + 6 min 06 s         |                      |
| 7.º                  | Igor Arrieta         | Equipo Kern Pharma       | + 6 min 20 s         |                      |
| 8.º                  | Marc Hirschi         | UAE Team Emirates        | + 14 min 42 s        |                      |
| 9.º                  | Laurens Huys         | Intermarché-Circus-Wanty | + 18 min 04 s        |                      |
| 10.º                 | Romain Grégoire      | Groupama-FDJ             | + 32 min 33 s        |                      |

### Clasificación por equipos
| Clasificación por equipos | Clasificación por equipos | Clasificación por equipos | Clasificación por equipos |
| Equipo                    | Equipo                    | Tiempo                    |                           |
| ------------------------- | ------------------------- | ------------------------- | ------------------------- |
| 1.º                       | Soudal Quick-Step         | 74 h 24 min 59 s          |                           |
| 2.º                       | Jumbo-Visma               | + 3 min 29 s              |                           |
| 3.º                       | Movistar Team             | + 5 min 58 s              |                           |
| 4.º                       | Bora-Hansgrohe            | + 14 min 43 s             |                           |
| 5.º                       | EF Education-EasyPost     | + 15 min 19 s             |                           |
| 6.º                       | Arkéa-Samsic              | + 17 min 21 s             |                           |
| 7.º                       | Team Jayco AlUla          | + 20 min 16 s             |                           |
| 8.º                       | Trek-Segafredo            | + 20 min 37 s             |                           |
| 9.º                       | Groupama-FDJ              | + 21 min 52 s             |                           |
| 10.º                      | Cofidis                   | + 32 min 46 s             |                           |

## Evolución de las clasificaciones
| Etapa                   |                         | Ganador _        | Clasificación general | Puntos           | Montaña         | Jóvenes           | Combatividad    | Equipo            |
| ----------------------- | ----------------------- | ---------------- | --------------------- | ---------------- | --------------- | ----------------- | --------------- | ----------------- |
| 1.ª etapa               | etapa de media montaña  | Ethan Hayter     | Ethan Hayter          | Ethan Hayter     | Jon Barrenetxea | Ethan Hayter      | Txomin Juaristi | Ineos Grenadiers  |
| 2.ª etapa               | etapa de montaña        | Ide Schelling    | Ide Schelling         | Alex Aranburu    | Jon Barrenetxea | Ide Schelling     | Javier Romo     | Movistar Team     |
| 3.ª etapa               | etapa de media montaña  | Jonas Vingegaard | Jonas Vingegaard      | Alex Aranburu    | Jon Barrenetxea | Mattias Skjelmose | Rémi Cavagna    | Movistar Team     |
| 4.ª etapa               | etapa de media montaña  | Jonas Vingegaard | Jonas Vingegaard      | Jonas Vingegaard | Jon Barrenetxea | Mattias Skjelmose | Jon Barrenetxea | Movistar Team     |
| 5.ª etapa               | etapa de montaña        | Sergio Higuita   | Jonas Vingegaard      | Jonas Vingegaard | Jon Barrenetxea | Mattias Skjelmose | Mattia Cattaneo | Soudal Quick-Step |
| 6.ª etapa               | etapa de montaña        | Jonas Vingegaard | Jonas Vingegaard      | Jonas Vingegaard | Jon Barrenetxea | Brandon McNulty   | Mikel Landa     | Soudal Quick-Step |
| Clasificaciones finales | Clasificaciones finales |                  | Jonas Vingegaard      | Jonas Vingegaard | Jon Barrenetxea | Brandon McNulty   | no otorgado     | Soudal Quick-Step |

## Ciclistas participantes y posiciones finales
Convenciones:
- AB-N: Abandono en la etapa "N"
- FLT-N: Retiro por arribo fuera del límite de tiempo en la etapa "N"
- NTS-N: No tomó la salida para la etapa "N"
- DES-N: Descalificado o expulsado en la etapa "N"

## UCI World Ranking
La Vuelta al País Vasco otorgó puntos para el UCI World Ranking para corredores de los equipos en las categorías UCI WorldTeam, UCI ProTeam y Continental. Las siguientes tablas son el baremo de puntuación y los diez corredores que obtuvieron más puntos:
| Posición              | 1.º | 2.º | 3.º | 4.º | 5.º | 6.º | 7.º | 8.º | 9.º | 10.º | 11.º | 12.º | 13.º | 14.º | 15.º | 16.º-20.º | 21.º-30.º | 31.º-50.º | 51.º-55.º | 56.º-60.º |
| Clasificación general | 400 | 320 | 260 | 220 | 180 | 140 | 120 | 100 | 80  | 68   | 56   | 48   | 40   | 32   | 28   | 24        | 16        | 8         | 4         | 2         |
| Por etapa             | 50  | 30  | 25  | 20  | 15  | 10  | 8   | 6   | 3   | 1    |      |      |      |      |      |           |           |           |           |           |
| Líder                 | 8   |     |     |     |     |     |     |     |     |      |      |      |      |      |      |           |           |           |           |           |

| Clasificación |                  |                    |         |       |       |       |
| Posición      | Ciclista         | Equipo             | General | Etapa | Líder | Total |
| ------------- | ---------------- | ------------------ | ------- | ----- | ----- | ----- |
| 1.º           | Jonas Vingegaard | Jumbo-Visma        | 400     | 151   | 24    | 575   |
| 2.º           | Mikel Landa      | Bahrain Victorious | 320     | 60    | -     | 380   |
| 3.º           | Ion Izagirre     | Cofidis            | 260     | 53    | -     | 313   |
| 4.º           | David Gaudu      | Groupama-FDJ       | 220     | 58    | -     | 278   |
| 5.º           | Enric Mas        | Movistar           | 180     | 28    | -     | 208   |
| 6.º           | Sergio Higuita   | Bora-Hansgrohe     | 140     | 65    | -     | 205   |
| 7.º           | Brandon McNulty  | UAE Emirates       | 120     | 50    | -     | 170   |
| 8.º           | Mauro Schmid     | Soudal Quick-Step  | 56      | 78    | -     | 134   |
| 9.º           | James Knox       | Soudal Quick-Step  | 100     | 30    | -     | 130   |
| 10.º          | Matteo Sobrero   | Jayco AlUla        | 24      | 70    | -     | 94    |